# Malcus setosus
Malcus setosus är en insektsart som beskrevs av Stys 1967. Malcus setosus ingår i släktet Malcus och familjen Malcidae. Inga underarter finns listade i Catalogue of Life.